# Chlorophorus abyssinicus
Chlorophorus abyssinicus är en skalbaggsart som beskrevs av Aurivillius 1911. Chlorophorus abyssinicus ingår i släktet Chlorophorus och familjen långhorningar. Inga underarter finns listade i Catalogue of Life.